# Johann Peter Pixis
Johann Peter Pixis (10 de febrero de 1788 - 22 de diciembre de 1874) fue un compositor y pianista alemán.
Nació en Mannheim. Realizó giras de concierto con su hermano Friedrich Wilhelm Pixis. Radicó en París entre 1825 y 1845. Luego se trasladó a Baden-Baden, donde se dedicó a la enseñanza y a escribir música de cámara. Murió en esa ciudad.

## Obras

### Óperas
- Almazinde oder die Höhle Sesam (Heinrich Schmidt), ópera romántica en tres actos (estrenada el 11 de abril de 1820 en el Theater an der Wien de Viena, en 1820 en Praga.
- Der Zauberspruch (sobre Carlo Gozzi) (25 de abril de 1822).
- Bibiana o Die Kapelle im Walde (libreto de Louis Lax sobre una novela de H. Cuno), tres actos (estreno 8 de octubre de 1829 en Aquisgrán), en 1830 en el Théâtre Italienne de París; en 1830 en Praga.
- Die Sprache des Herzens (Johann Peter Lyser), opereta en un acto (estreno el 15 de enero de 1836 en Berlín).

### Repertorio camerístico
- Tres cuartetos para cuerdas, Op.69 (1805)
- Gran sonata para oboe y piano, Op.35 (1820')
- Piano Concertino op.68 (c. 1824)
- Siete tríos para piano (1825-1845)
- Numerosos tema y variaciones para piano (sobre temas de Mozart, Rossini...)

## Fuente
- http://www.operone.de/komponist/pixis.html